# Sint-Jansbrug (Litovel)
De Sint-Jansbrug in Litovel (Tsjechisch: Svatojánský most v Litovli of kort: Svatojánský most en Duits: Johannisbrücke) is een stenen brug over de rivier Morava in de Tsjechische stad Litovel. De brug werd in 1592 in gebruik genomen en is daarmee de oudste, bewaard gebleven, brug in Moravië en op twee na oudste van Tsjechië, na de Karelsbrug en Stenen brug van Písek. De constructie bestaat uit vijf pijlers en zes bogen en 57 meter lang. Halverwege de brug aan de westzijde is een standbeeld van Johannes van Nepomuk van de hand van Jan Sturmer geplaatst. De Svatojánský most wordt beschermd als een Tsjechisch cultureel monument.
Tijdens de overstromingen in Centraal Europa in 1997 is de brug beschadigd geraakt, waarna een uitgebreide reconstructie van de brug heeft plaats gevonden. De weg over de brug, Vítězná ulice (Overwinningsstraat), is versmald tot een rijbaan. De overgebleven ruimte op de brug is bestemd voor voetgangers. De oorspronkelijk aangebouwde voetpaden zijn verwijderd en de metalen relingen zijn vervangen door betonnen versies bedekt met stenen tegels.

## Fotogalerij

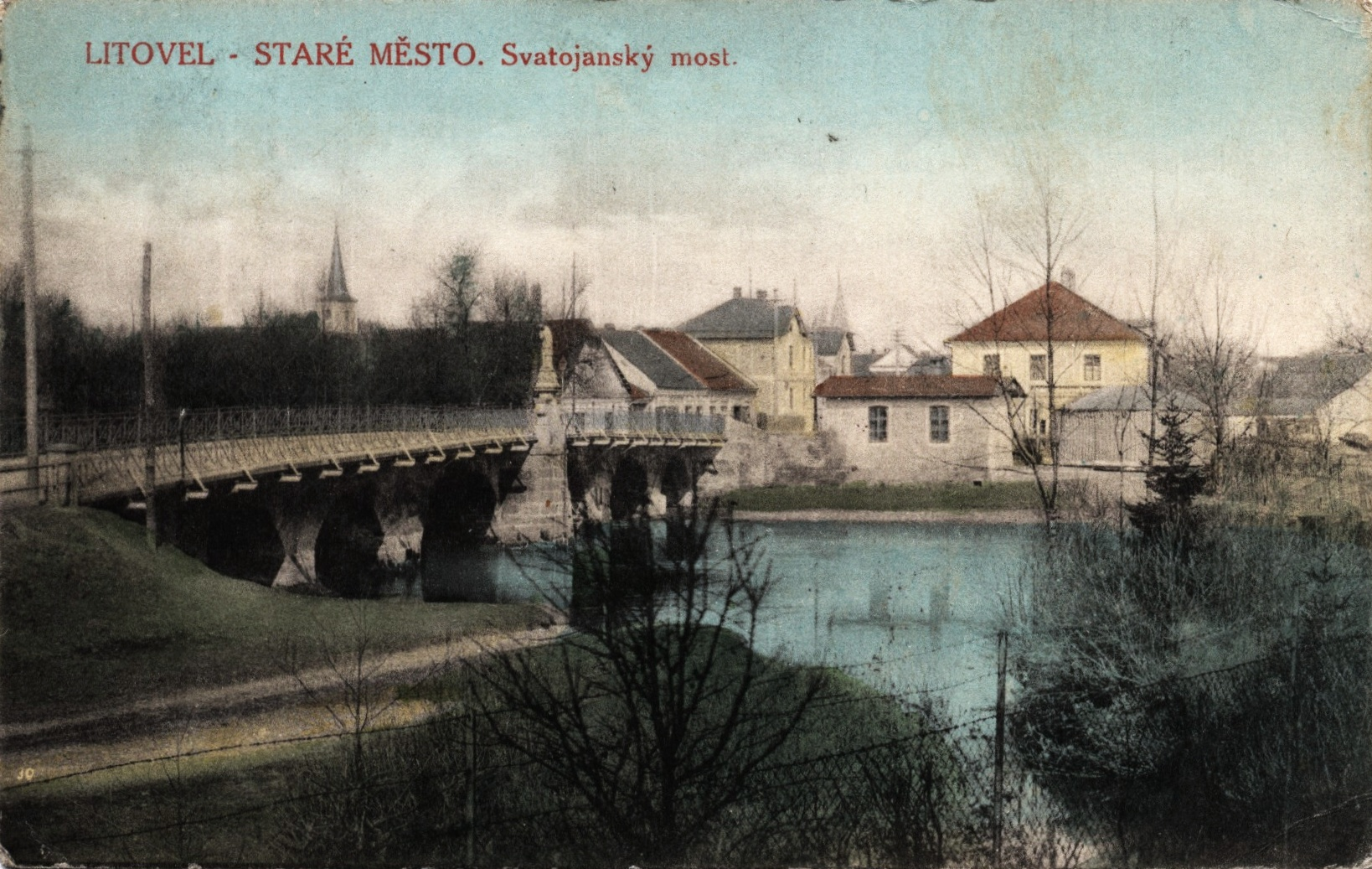
Ansichtkaart uit 1911
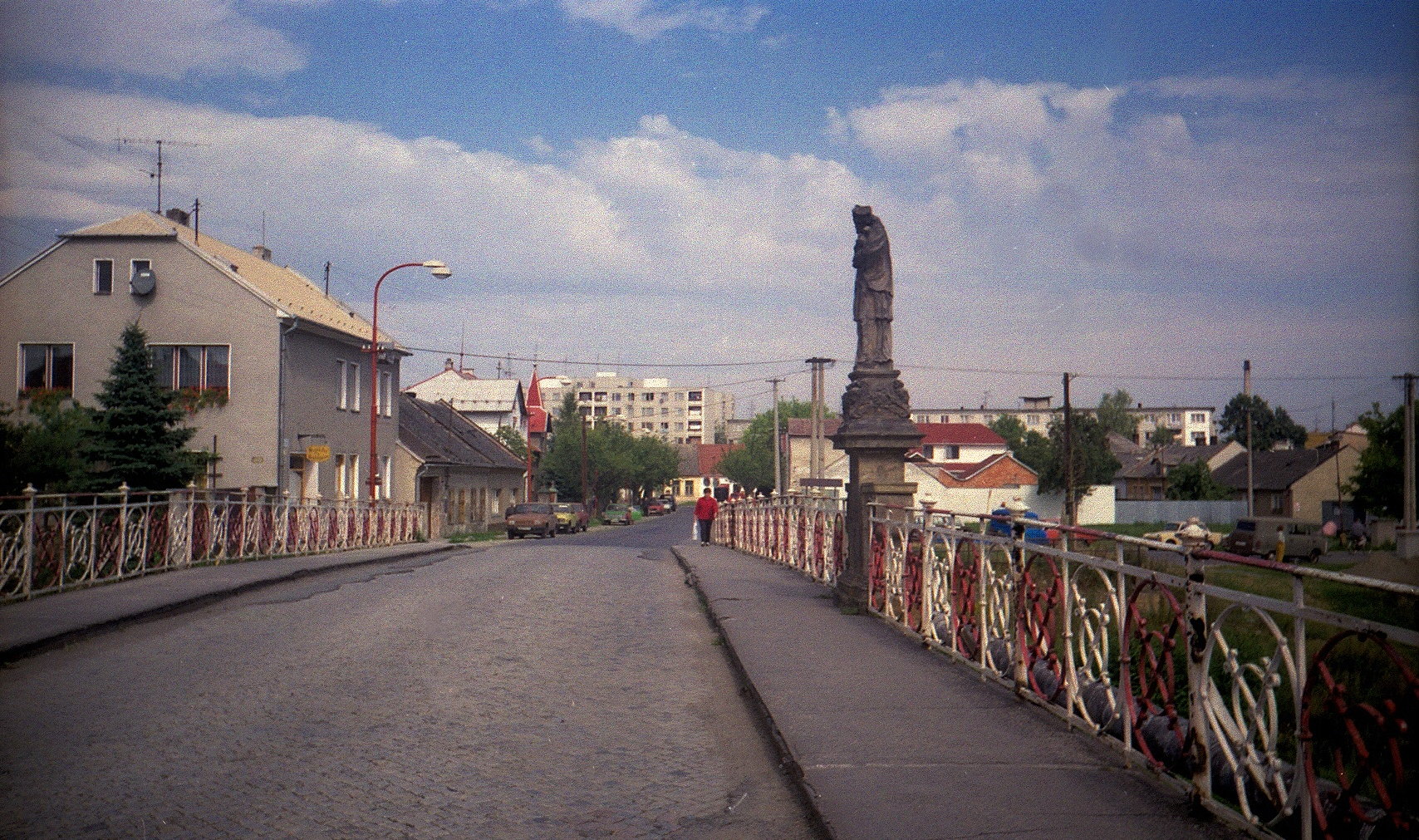
De brug voor de reconstructie (1996)
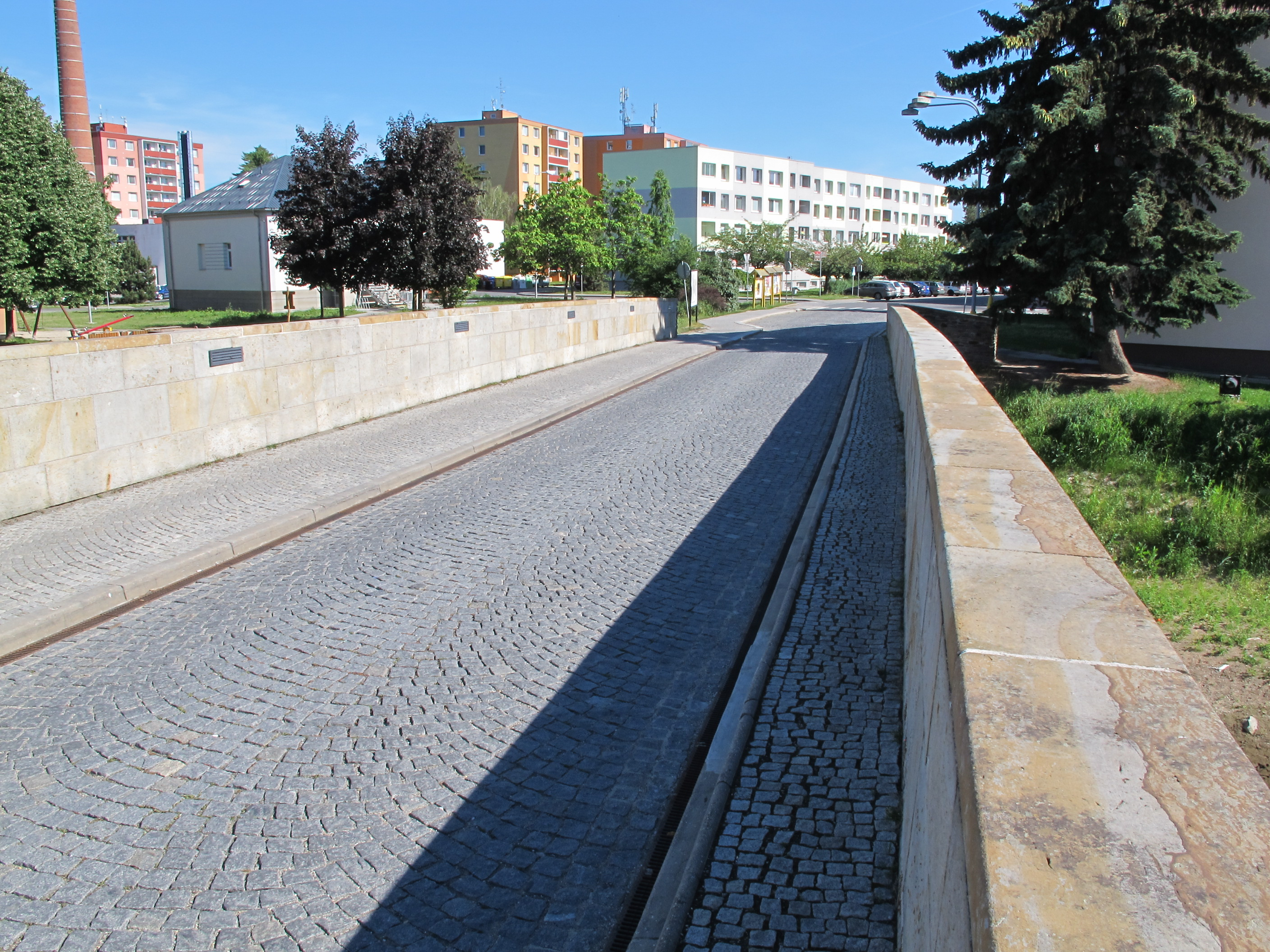
De brug na de reconstructie (2017)
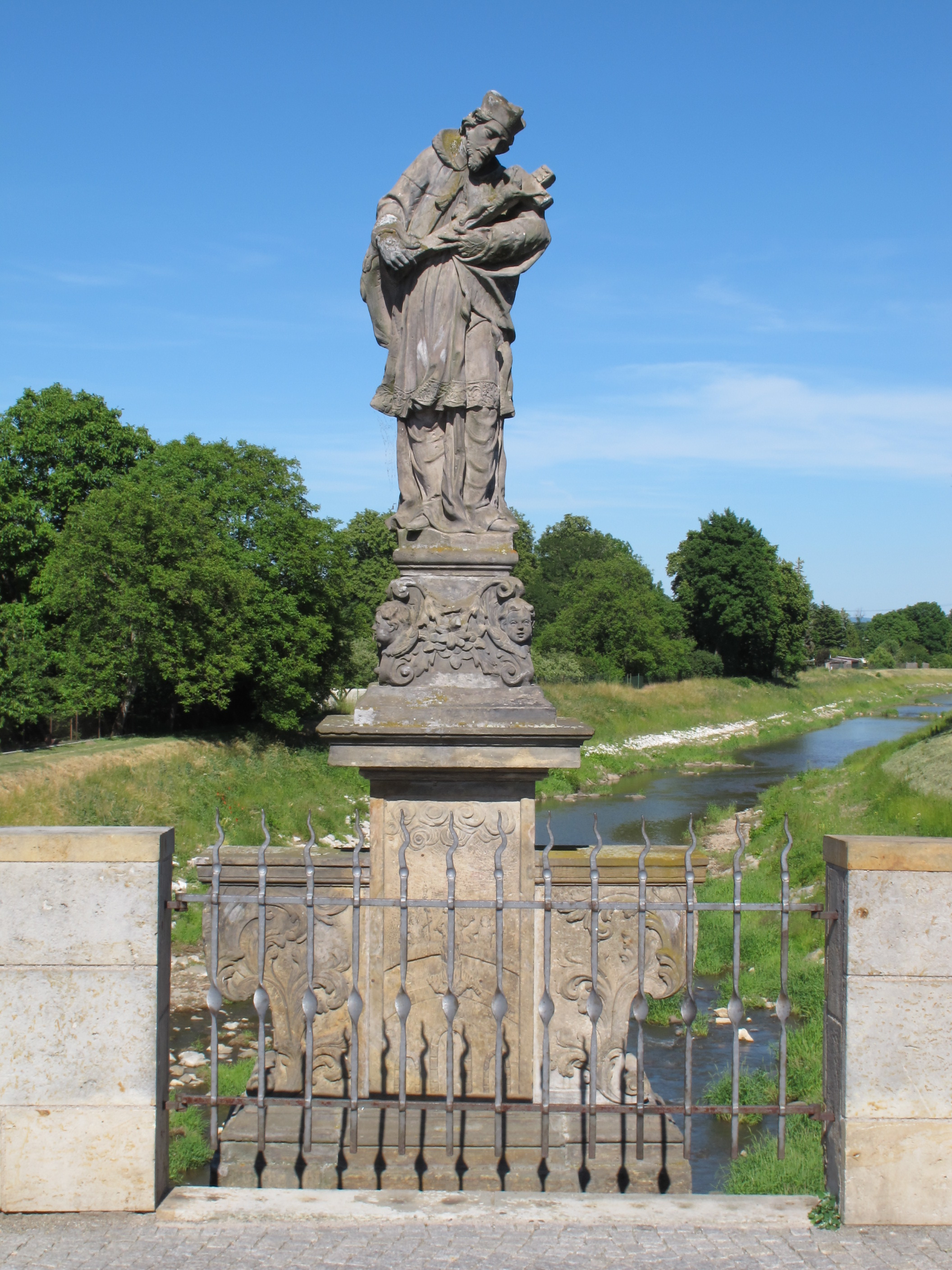
Het standbeeld van Johannes van Nepomuk
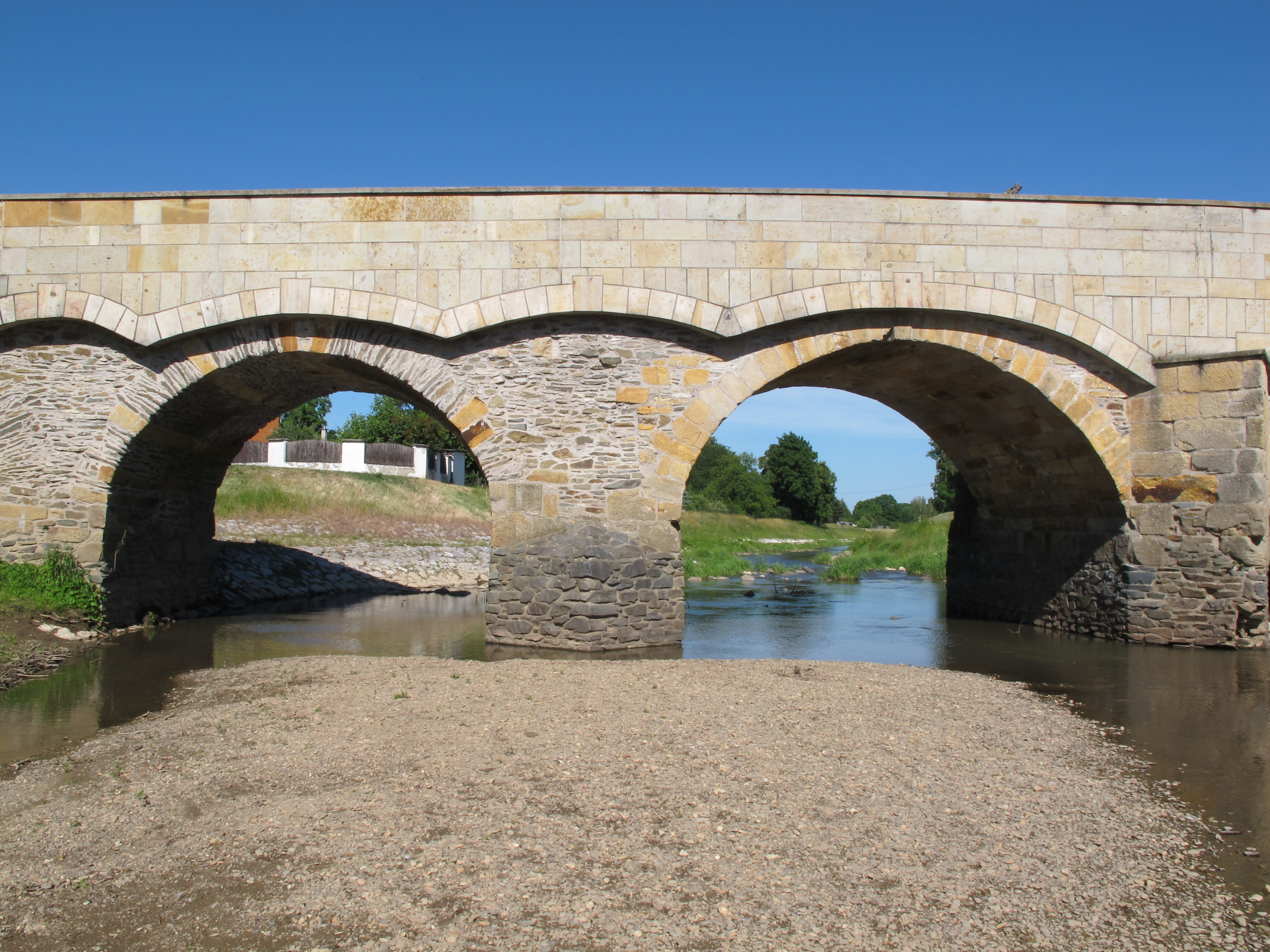
De pijlers en bogen